# Ugo Blanchet
Ugo Blanchet (* 5. Januar 1999 in Saint-Julien-en-Genevois) ist ein französischer Tennisspieler.

## Karriere
Blanchet spielte bis 2017 auf der ITF Junior Tour. Dort konnte er mit Rang 361 seine höchste Notierung in der Jugend-Rangliste erreichen.
Bei den Profis spielte von 2016 bis 2018 zunächst wenig erfolgreich auf der ITF Future Tour. 2019 erreichte er auf dieser im Doppel sein erstes Finale und stieg im Einzel und Doppel in die Top 1000 der Weltrangliste ein. 2021 folgten die ersten Titel bei Futures, als Blanchet zwei der vier erreichten Future-Finals gewinnen konnte und Anfang 2022 kurz vor dem Einzug in die Top 500 stand. Im Doppel spielte sich der Franzose durch etliche Halbfinals ebenfalls bis in die Top 600. Im Februar 2022 erhielt er von den Turnierverantwortlichen in Marseille eine Wildcard für den Doppelwettbewerb und feierte so sein Debüt auf der ATP Tour. Bei der Premiere gewann er an der Seite von Timo Legout das Auftaktmatch und verlor anschließend im Viertelfinale. So zog er erstmals in die Top 500 des Doppels ein.

## Erfolge
| Legende (Anzahl der Siege) |
| Grand Slam                 |
| ATP Finals                 |
| ATP Tour Masters 1000      |
| ATP Tour 500               |
| ATP Tour 250               |
| ATP Challenger Tour (2)    |

### Einzel

#### Turniersiege
| Nr. | Datum            | Turnier | Belag         | Finalgegner     | Ergebnis       |
| --- | ---------------- | ------- | ------------- | --------------- | -------------- |
| 1.  | 15. Oktober 2023 | Málaga  | Hartplatz     | Mattia Bellucci | 6:4, 6:4       |
| 2.  | 2. Februar 2025  | Koblenz | Hartplatz (i) | Luca Nardi      | 6:3, 3:6, 7:65 |